# Potamogeton × salicifolius
Potamogeton × salicifolius là một loài thực vật có hoa lai ghép trong họ Potamogetonaceae. Loài này được Wolfg. miêu tả khoa học đầu tiên năm 1827.